# Littératie médiatique
La littératie médiatique, de l'anglais Media Literacy, est une notion scientifique désignant la capacité à accéder, analyser et comprendre l'ensemble des médias,, mais également les outils d'information et de communication. Cela permet d'être critique face à la construction et le contenu de ces médias et à les utiliser dans tous les contextes. Par le biais de l'éducation aux médias, toute personne peut devenir « littérée » médiatiquement.

## Concept

### Origines du concept
La littératie médiatique est la juxtaposition de deux concepts : la littératie et les médias.
La littératie est définie selon l’OCDE comme « l'aptitude à comprendre et à utiliser l’information écrite dans la vie courante, à la maison, au travail et dans la collectivité, en vue d’atteindre des buts personnels et d’étendre ses connaissances et ses capacités ».
Cette question d’alphabétisation plonge ses racines dans le Bas Moyen Âge, après 1452, à la suite de l’invention du procédé typographique par Johannes Gutenberg, Johann Fust et Peter Schoeffer. Des ouvrages populaires religieux ou grammaticaux sont alors rendus publics et permettent l'alphabétisation d'un public plus large. Ensuite, l'enquête Maggiolo en France au XVIIIe siècle sert d’indicateur pour observer la capacité des futurs époux à signer et opérer des actes administratifs comme des contrats de mariage, par exemple.
Elizabeth Daley étend ce concept de littératie aux (multi-)médias. Ce concept définit une personne « littérée » au XXIe siècle comme quelqu'un qui se montre capable de lire et d’écrire des médias.
Le concept de média se définit comme « une activité humaine distincte qui organise la réalité en textes lisibles en vue de l’action ».

### Des définitions multiples
Les auteurs anglo-saxons ont tenté de livrer une définition de ce que représente la littératie médiatique,,,. Chaque auteur ou institution abordé ci-dessous apporte une vision différente à ce concept.
Patricia Aufderheide définit quelqu'un de littéré médiatiquement comme une personne « capable d'analyser, de comprendre les médias imprimés et digitalisés ». Elle ajoute également que « le but fondamental est la critique autonome des médias ». Selon elle, les éducateurs aux médias doivent faire comprendre trois éléments : le processus de production, le texte et le public visé.
La Commission européenne définit la littératie médiatique comme « la capacité à accéder aux médias, à comprendre et évaluer critiquement les différents aspects du média et de son contenu et à créer des communications dans des contextes variés ».
W. James Potter met en avant le fait qu’il n’existe pas de consensus théorique dans le domaine. La littératie médiatique peut ainsi faire l’objet de définitions diverses selon les auteurs. De manière générale, trois problématiques touchent la notion de littératie médiatique. La première concerne la définition d’un média, variable selon l’émetteur du message médiatique. Quant à la définition de littératie, selon Potter, elle nécessite le développement de sept compétences (analyse, évaluation, regroupement, induction, déduction, synthèse, abstraction) ainsi que de cinq sphères de connaissance (sur les effets des médias, le contenu des médias, l’industrie des médias, le monde réel et le soi). Enfin, la définition de l’objectif de la littératie médiatique relève de l'amélioration de la vie des individus, l’éducation scolaire ou l’activisme social.
Potter dégage quatre thèmes communs dans la diversité des définitions:
- Une insistance sur les effets des médias sur les individus, qu’ils soient positifs ou négatifs ;
- Une vision de la littératie médiatique comme outil de protection contre les effets négatifs des médias ;
- La nécessité du développement du champ de la littératie médiatique ;
- L’aspect multidimensionnel de la littératie médiatique, dont il faudrait analyser les composantes cognitives, émotionnelles, esthétiques et morales.

Malgré l’absence de consensus théorique, la définition de Renee Hobbs sur la littératie médiatique prédomine comme étant « la capacité d'accéder à des messages médiatiques, de les analyser, de les évaluer et de les communiquer dans une variété de contextes ».
Sans nier les aspects négatifs des médias tels que l’hypersexualisation ou la banalisation de la violence, Hobbs refuse toutefois de limiter le champ à une vision protectionniste. Cette vision conçoit la littératie médiatique comme un fournisseur d’outils de protection contre les messages médiatiques nocifs à un public passif. Au contraire, Hobbs considère la littératie médiatique comme une forme de pensée critique et comme un outil d’autonomisation. Cette définition tient compte du contexte du Web 2.0 où chacun est à la fois consommateur et créateur de messages médiatiques. La littératie médiatique englobe ainsi les compétences nécessaires pour le codage et le décodage d’un média.

### Perspectives critiques sur les médias
La littératie médiatique critique (critical media literacy) vise à analyser et à comprendre les structures de pouvoir qui façonnent les représentations médiatiques et les façons dont le public travaille pour donner un sens à travers des lectures dominantes, oppositionnelles et négociées des médias. Cette perspective s’inscrit dans les quatre approches en éducation aux médias catégorisées par les auteurs Douglas Kellner et Jeff Share avec l'approche protectionniste, l'éducation aux arts médiatiques et le mouvement d'éducation aux médias. L'approche protectionniste (protectionnist approach) considère le public des médias de masse comme vulnérable aux influences culturelles, idéologiques ou morales et nécessitant une protection par l'éducation. L'approche de l'éducation aux arts médiatiques (media art education) se concentre sur la production créative de différentes formes médiatiques par les apprenants. Le mouvement d'éducation aux médias (media education movement) est une tentative de faire sortir les aspects traditionnels de la littératie de la sphère éducative et de les appliquer aux médias.
Plus précisément, Kellner considère la littératie médiatique critique comme une approche de l'enseignement de la littératie qui « se concentre sur la critique de l'idéologie et l'analyse des politiques de représentation des dimensions cruciales du genre, de la race, de la classe et de la sexualité ; intégrant la production de médias alternatifs ; et élargissant l'analyse textuelle pour inclure les questions de contexte social, de contrôle, de résistance et de plaisir ». Cette approche cherche ainsi à questionner et à analyser de manière critique non seulement ces représentations hégémoniques véhiculées par les médias de masse, mais également les relations de pouvoir que ceux-ci entretiennent avec la société. Pour ce même auteur, « les nouvelles technologies de communication sont des outils puissants qui peuvent libérer ou dominer, manipuler ou éclairer et il est impératif que les éducateurs enseignent à leurs élèves comment utiliser et analyser de manière critique ces médias ». Par conséquent, la littératie médiatique critique s’inscrit dans un projet de démocratie radicale et soucieuse de développer des compétences qui amélioreront la démocratisation et la participation ».
L'enjeu de la littératie médiatique critique repose ainsi sur l'éducation des individus en tant que citoyens capables de participer à la démocratie de manière éclairée ; pouvoir comprendre et se rendre compte des moyens par lesquels les médias travaillent pour influencer leur vision du monde, et être capable de les analyser de manière critique.

#### Cinq concepts fondamentaux de la littératie médiatique
Aux États-Unis, Le Center for Media Litteracy a élaboré un cadre théorique mettant l'accent sur cinq concepts fondamentaux sur lesquels repose la littératie médiatique :
1. Tous les messages sont "construits" : bien que les messages médiatiques nous apparaissent "naturels", ils reflètent une certaine réalité. Ce faisant, certains éléments nous sont présentés alors que d'autres sont délibérément évincés. A ce titre, Henry Giroux considère que les médias choisissent eux-mêmes les éléments structurant la forme et le fond des messages qu'ils diffusent[21]. Une analyse critique des messages médiatiques est alors essentielle pour questionner les choix opérationnalisés par les producteurs d'un message médiatique.
2. Les messages médiatiques sont construits en utilisant un langage créatif avec ses propres règles : parce qu'un message médiatique est construit suivant des choix créatifs et visuels délibérés, celui-ci peut se lire à travers un ensemble de signes permettant sa compréhension. Deux sens d'interprétation peuvent ainsi émerger dans tout message (médiatique ou non) : un sens littéral (la dénotation) et un sens second, soit l'ensemble des sens qui peuvent s'ajouter au sens premier (la connotation). Lorsque dénotation et connotation se confondent dans la lecture d'un message, ce dernier apparaît si naturel au récepteur qu’il cache la réalité sociale et historique de sa mise en production.
3. Des personnes différentes peuvent faire l'expérience d'un message médiatique de manière différente : un même message peut susciter des interprétations différentes. D'une part, nos différences peuvent effectivement amener à des interprétations différentes d'un même message, mais nos similitudes peuvent également mener à la création de compréhensions communes[19]. La capacité des élèves à voir comment des personnes différentes peuvent interpréter différemment le même message est importante pour déconstruire et remettre en cause les lectures dominantes pouvant s'imposer à première vue. Pour Kellner et Share, cette compétence est essentielle afin que les individus participent activement et consciencieusement au système démocratique de leur société.
4. Les messages médiatiques ont des valeurs et des points de vue intégrés : tout message présente une communication subjective et comporte des éléments subtils sur qui et quoi est important. C'est pourquoi il est essentiel pour les élèves d'apprendre à remettre en question l'idéologie, les préjugés et les connotations explicites et implicites de la représentation. Les études culturelles, la théorie féministe et la pédagogie critique offrent des arsenaux de recherche pour cette ligne d'enquête afin de remettre en question les représentations médiatiques de la race, de la classe, du sexe, etc.
5. La plupart des messages médiatiques sont organisés de façon à gagner du profit et/ou du pouvoir : un média n’a pas pour vocation unique d’informer ou de divertir, il est engagé dans des jeux de pouvoir et de profit. Les élèves doivent se poser la question des structures économiques et d'influence dans lesquelles les messages médiatiques sont produits et diffusés.

Pour Partington, il est nécessaire de pouvoir comprendre et produire le sous-texte d’un média, c’est-à-dire tout ce qu’il ne dit pas explicitement. Il utilise le terme "métalangage" comme défini par Buckingham, ce qui demande la connaissance du contexte culturel de création et de réceptions des médias. Dans ce cas, la littératie médiatique vise le développement de l’esprit critique de l’individu : celui-ci devient ainsi capable de déconstruire les représentations véhiculées par les médias et d’exprimer des avis critiques dans l’espace public. Cela fait de la littératie médiatique critique une compétence permettant à chaque individu de comprendre l'environnement dans lequel un message médiatique s'inscrit.

#### Apprentissage critique

##### Approches de l'enseignement de la littératie médiatique
L'approche de la littératie médiatique critique est une approche intégrée ou holistique dans laquelle l'enseignant utilise des textes multimodaux et crée des environnements d'apprentissages multimodaux afin d'accroitre l'apprentissage des élèves par la lecture et la production (ceci inclut des textes, des images, des photos, des graphiques, des vidéos et du son).
Le public doit être actif dans la construction du sens : il faut tenir compte de l'idéologie critique, la représentation de la politique, l'incorporation des médias alternatifs, l'analyse textuelle incluant le contexte social, et la compréhension des notions d'idéologie, de pouvoir et de domination. C'est la voie vers une pédagogie transformée.
La littératie médiatique critique permet aux apprenants de décortiquer un message, en n'oubliant pas de le situer préalablement dans son contexte de production. Pour Poyntz, la déconstruction est l'art de démonter une machine narrative qui produit du réel en analysant les codes utilisés (ellipses, etc.) et les effets idéologiques et autres produits par ces codes.
Exemples donnés par Hobbs:
- Production d'une vidéo sur la violence à l'école, sur le racisme
- Écriture de scripts de films, etc.

La compétence critique que l'étudiant ou l'élève se construit est en relation avec les structures politiques et culturelles qui la limitent (correspond au souci idéologique présent dans l'approche médiatique critique).

##### Littératie numérique et littératie multimodale
Ces outils permettront aux élèves ou étudiants de mieux “lire”, "comprendre", "analyser" et "réfléchir". Ils seront amenés à être plus critiques sur les conditions de production des textes médiatiques (peu importe leur provenance), de leur diffusion et de leur réception. Ainsi l’élève/l'étudiant pourra se positionner par rapport aux différents textes.
La littératie numérique va fournir aux jeunes des outils afin qu'ils participent aux médias numériques. Ils seront plus aguerris vis-à-vis des médias, les utiliseront avec plus de sécurité et une certaine éthique.
La littératie multimodale correspond à l'habilité à accéder à des messages, les analyser, les évaluer et les créer à travers une variété de contextes ayant recours aux nouveaux médias. "Multimodale" renvoie au fait que l'on peut parler de messages sur différents supports comme les réseaux sociaux, les jeux vidéo, les bandes dessinées, les romans-photos, les blogues, etc.

#### Critique des médias

##### Études culturelles
Un volet important de travaux théoriques sur la littératie médiatique critique provient du domaine multidisciplinaire des études culturelles. C'est un domaine de recherche qui a commencé en Europe il y a plusieurs décennies et qui se développe encore aujourd'hui avec les nouvelles critiques des médias et de la société.

###### Recherche empirique en étude d'audience
Dans le champ des études culturelles, le livre "The Nationwide Audience" de David Morley a joué un rôle important dans l'étude des médias. Ce livre a permis d’augmenter la popularité des approches ethnographiques sur l’étude d’audiences médiatiques. Ce type de recherche empirique qualitative est maintenant reconnu par beaucoup comme une des meilleures manières de comprendre les différentes interactions des spectateurs face à la télévision et autres médias.
"The Nationwide Audience” apparaît au moment où les discours critiques sur le cinéma et la télévision en Angleterre étaient centrés par ce que Morley a appelé la “relation texte/sujet abstrait”. Cette théorie veut que les médias construisent des sujets que les spectateurs sont tenus de suivre s’ils veulent donner du sens au texte. Ils sont implicitement prisonniers du texte. De ce fait, deux tendances vont adopter une nouvelle approche ethnographique : une approche usages et satisfactions qui va étudier les usages et satisfactions, et une approche critique sur laquelle se base les travaux de Morley.
Morley décide d’entreprendre une recherche empirique sur “Comment différents groupes de spectateurs avec des contextes sociaux différents interprètent un texte en particulier” pour démontrer que la rencontre entre les textes et les téléspectateurs est bien plus complexe que ne le suggère la théorie textualiste et dans le but de sortir de ce théoricisme fermé.
L’idée que le téléspectateur est actif et l'idée que les textes peuvent générer des sens multiples car les lecteurs/spectateurs peuvent "négocier" les sens du texte sont acceptées dans les 2 perspectives. Le point de divergence se situe au niveau de la manière dont il convient de concevoir les déterminations structurelles et conjoncturelles complexes de l'audience et des spectateurs. En d'autres termes, ce qui est en jeu n'est pas la compréhension de l'activité des spectateurs en tant qu'objet de recherche isolé et isolable, mais l'intégration des activités des spectateurs dans un réseau complexe de pratiques et de relations culturelles.
Le but des recherches critiques n’est pas de donner une représentation de la vérité, mais plutôt une aide pour mieux comprendre le monde. Les interprétations produites dans le processus ne peuvent jamais prétendre être définitives : au contraire, elles sont nécessairement incomplètes. Par exemple, dans le second livre de Morley "Family Television" basé sur la recherche empirique, il choisit de mettre en avant les différences dans les habitudes de visionnage mises en lien avec le sexe. Ce qu’il remarque, c’est que les hommes et les femmes regardent la télévision de manière très différente. Ceci ne dépend pas seulement du sexe, mais aussi d'autres facteurs comme la position de pouvoir des individus à un moment et dans un contexte donné. Pour les chercheurs en usages et gratifications, ces 2 styles différents de visionnage doivent être catégorisés et caractérisés pour être étudiés comme des variables indépendantes, avec deux types d'expériences distinctes, clairement définies et fixes. Ils vont essayer de comprendre comment les hommes et les femmes regardent la télévision indépendamment l’un de l’autre. Dans le champ des études culturelles, l'important est de comprendre la signification de ces différences, comprendre le contexte, pourquoi et comment ils se produisent. Les chercheurs vont comprendre que lorsque l’homme choisit le programme télévisé et qu’il voit la maison comme un symbole central de relaxation, il est, par conséquent, plus concentré sur son programme alors que la femme va plutôt s'adonner à une autre activité tout en écoutant la télévision, car elle n’a pas choisi le programme télévisé, ce qui la rend moins concentrée.
Attention, la collecte de données, qu’elle soit quantitative ou qualitative n’est jamais séparée de l’interprétation du chercheur ; les chercheurs sont forcément influencés par leur position politique. Ien Ang, professeure d'études culturelles, soutient que même l'interprétation de Morley est influencée par sa position politico-intellectuelle féministe et sa relation de pouvoir avec les personnes interrogées. Les données, sans être interprétées, n'ont pas de sens et c'est la construction d'interprétation, par les chercheurs, qui permet aux informations obtenues d'avoir du sens et de comprendre le sujet d'étude. En d'autres termes, c'est le cadre de référence construit par le chercheur qui anime l'observation. C'est là que réside la politique de l'interprétation des données.

###### Théorie de l'impérialisme culturel
L'impérialisme culturel est l'idée selon laquelle la culture d'une civilisation, d'un pays ou d'une institution exerce une influence puissante sur celle d'une autre entité moins puissante, à tel point qu'on peut parler d'une certaine "domination" culturelle.
Selon Herbert Schiller, l’élaboration de la théorie de l’impérialisme culturel au milieu des années 60 a été fortement influencée par deux éléments déterminants. Le premier élément est l’équilibre mondial des forces qui fait référence à la division des différentes nations du monde en 3 catégories :
- Le Premier Monde : catégorie la plus puissante. Elle comprenait essentiellement les pays fondés sur les droits de propriété privés et où la production était assurée par les entreprises privées,
- Le Second Monde : les nations organisées sur le principe de la propriété publique et qui se disaient socialistes,
- Le Tiers Monde : pays venant de sortir des empires coloniaux européens qui s'étaient effondrés.

Le deuxième élément déterminant de cette période était le développement rapide de la télévision et sa capacité à transmettre des images et des messages convaincants à un vaste public. Les États-Unis étaient de loin le pays le plus puissant.
La domination culturelle des États-Unis est mise en avant, mais parallèlement à un environnement médiatique et culturel qui fournit tous les services, le pouvoir économique et politique des États-Unis diminue. La puissance nationale américaine n'est plus un déterminant exclusif de la domination culturelle et la domination qui existe aujourd'hui, bien qu'elle porte encore l’empreinte des États-Unis, est mieux comprise comme la domination culturelle des entreprises transnationales. Les principaux acteurs présents sur le marché international sont des entreprises telles que Philips des Pays-Bas, Lever Brothers de Grande-Bretagne, Sony du Japon,...

###### Théorie de l'audience active
L'une des composantes les plus importantes de la littératie médiatique critique découle des travaux du Centre d'études culturelles contemporaines de Birmingham, au Royaume-Uni, et implique la notion d'une audience active, remettant en question les théories antérieures qui considéraient les récepteurs de médias comme des destinataires passifs et souvent des victimes.
La théorie de l'audience active est l'idée selon laquelle le public est censé donner son propre sens aux messages et images que les médias diffusent, jouant ainsi un rôle relativement autonome qui est souvent interprété comme une résistance à ces messages et significations. Les téléspectateurs, les lecteurs et les auditeurs font leur propre interprétation des messages qui leur parviennent, souvent au point de créer une résistance aux significations hégémoniques.
Stuart Hall (1980) soutient dans une étude sur le "Codage/Décodage", en s'appuyant sur les conceptions sémiotiques développées par Roland Barthes et Umberto Eco, qu'il faut faire une distinction entre l'encodage des textes médiatiques par les producteurs et le décodage par les consommateurs. Cette distinction met en évidence la capacité des audiences à produire leurs propres lectures et significations, à décoder des textes de manière aberrante ou opposée, ainsi que les moyens "préférés" en accord avec l'idéologie dominante.

##### Études de genres
En 1996, Stuart Hall affirme que "l'idéologie fait référence aux cadres mentaux, tels que les concepts, les langages, les images de la pensée et les systèmes de représentation, que différentes classes et différents groupes sociaux déploient pour donner un sens, comprendre, définir et rendre intelligible le fonctionnement de la société". Le but de la littératie médiatique critique est d'encourager les étudiants à avoir un regard critique des messages véhiculés par les médias et de mettre en pratique les connaissances du mouvement critique dans leurs propres expériences éducationnelles. Une approche qui mêle plusieurs perspectives dans l’étude des différents genres, classes, ethnies et pouvoirs permet de mettre en exergue les liens entre les littératies des médias et les études culturelles ainsi que la pédagogie critique. La littératie médiatique critique a donc aussi pour but d'avoir un regard critique sur les stéréotypes de genre, notamment. Pour ce faire, il faut avoir une bonne compréhension des différentes formes de discriminations et sur les différentes façons dont les médias peuvent les transmettre. Par exemple, un point de vue féministe offre une possibilité de méthodologie différente dans l'étude des médias et permet de révéler des structures d'oppression ou d'hégémonie. Aux États-Unis, les études sur l'histoire des femmes et du genre n'ont pas été bien perçues de prime abord, mais elles ont ensuite fait l'objet de cours ou de programmes à l'université. Le premier cours sur le sujet a été donné à l'université de San Diego en 1967. Par la suite, ce sujet est devenu un milieu professionnel bénéficiant de recherches, de revues, de colloques, etc.

###### Point de vue féministe d'Eileen R. Meehan
Dans le livre "Media and Cultural Studies: Keyworks" de Douglas Kellner et Meenakshi Gigi Durham (chapitre 19), l'autrice Eileen R. Meehan rédige un article intitulé "Gendering the Commodity Audience: Critical Media Research, Feminism, and Political Economy".
Selon Eileen R. Meehan, peu de travaux féministes ont été réalisés dans les différentes recherches sur les médias. Pour certains chercheurs critiques, les médias sont une industrie de la conscience qui incarne l'idéologie dominante, considérée par le spectateur moyen comme le sens commun. Elle cite S.A. Smythe, Professeur assistant à l'UCLA, qui dit que les médias ne fabriquent qu'une seule marchandise, le public, qu’on vend aux annonceurs. Les expressions « produit d’appel » et « audience de base/public captif » sont entrées dans le lexique critique et ont créé un nouvel axe dans les recherches sur les médias. « L’audience de base/le public captif », est une audience considérée comme un « produit » dans l’industrie des médias, une audience qu’on vise pour les vendre aux annonceurs.
L’autrice fait une étude de cas sur « l’audience de base » dans les émissions américaines.
Des personnes étaient payées pour classer les auditeurs en catégories sociodémographiques. Ces personnes étaient faiblement rémunérées et étaient souvent des femmes. De là s’ensuivent des classements pour déterminer l’audience par rapport à la composition des programmes.
L’autrice a tiré quatre conclusions de ses recherches :
1. Les annonceurs et les chaînes télévisées voulaient surtout atteindre les « meilleurs » consommateurs (ceux qui ont de bons revenus, le désir et la possibilité d’acheter des marques et de faire des achats impulsifs).
2. Plus le nombre de ces « meilleurs » consommateurs était important, plus le prix demandé par les différentes chaînes était élevé.
3. Le public captif/audience de base était calculé par les « ratings », classements qui étaient des résultats de rivalités, d’alliances et de manipulations entre entreprises.
4. Le public captif/audience de base ne reflète pas vraiment les gens qui regardent la télévision.

Une perspective féministe révèle que les divisions sociétales du travail basées sur le genre, ainsi que les préjugés sur le genre, ont joué un rôle important dans la définition et la différenciation du public captif/audience de base.
Depuis 1929, le sexe a été un critère dans les classements des audiences de base/public captif. L’audience de base féminine est des femmes qui regardaient des feuilletons ou écoutaient les talk-shows pendant la journée, quand elles faisaient le ménage et étaient donc considérées comme l’audience des émissions de jour. La publicité était sous forme de placement de produit ou sous forme d’interruptions publicitaires.
À l’inverse, on retrouve le public favori pour l’audience de base, les hommes, pour lesquels les émissions passaient pendant le « prime time ». En tant que public captif, les hommes blancs avaient une « qualité supérieure » pour laquelle les annonceurs étaient prêts à payer plus cher.
C’est à partir des années 1960 que l’audience favorite s’est affinée selon le critère de l’âge et ensuite, selon l’abonnement au câble. L’audience favorite était, dès lors, les hommes blancs âgés de 18 à 34 ans qui ont un abonnement au câble.
Ensuite est venue la précision du statut social et de l’emploi des femmes qui ne restaient pas à la maison. Aux États-Unis dans les années 1980, les politiques synergiques ont amené plus de femmes à travailler. Par conséquent, des ménages à deux revenus ont été de plus en plus nombreux. Désormais, trois sous-catégories sociodémographiques ont été ajoutées : les femmes actives, les femmes de classe sociale élevée et les femmes de classe sociale basse. L’audience des femmes est restée majoritaire en journée, mais les femmes de classe sociale élevée et les femmes actives utilisaient leurs magnétoscopes pour enregistrer leurs programmes et étaient préférées des classements des audiences par rapport aux femmes au foyer. Les femmes blanches de classe sociale élevée et actives âgées de 18 à 34 ans qui avaient un abonnement au câble sont devenues intéressantes pour les annonceurs et les chaînes ont décidé de créer des programmes mêlant des feuilletons et des programmes d’actions et d’aventure.
Cet affinage des critères de l’audience favorite montre le clivage entre le public captif et les personnes qui regardent réellement la télévision. L’autrice dit que ces classements se basent sur des hypothèses discriminatoires concernant les personnes qui devaient faire partie de leur audience, mais qui ne le faisait pas exclusivement.
Les classements traitaient l’audience féminine de base comme une niche spéciale. Les annonceurs ciblaient surtout les hommes, car ils gagnaient plus que les femmes, et donc avaient plus d’argent à dépenser, indépendamment de leur emploi. Mais lorsque les femmes commencent à gagner de l’argent, alors elles deviennent une niche très spéciale pour laquelle on va insérer des publicités dans les programmes destinés aux hommes. L’audience favorite est restée celle des hommes, tout en gardant une place spéciale pour les femmes de classe sociale élevée. Selon l’autrice, cette société sexiste considérait l’homme comme la personne qui gagnait sa vie pour subvenir aux besoins de sa famille, et la femme comme dépensière. Dès lors, les annonceurs et les chaînes en pensaient autant. Les femmes dépensaient en faisant les courses, ce qui était censé permettre à l’homme de se reposer.
L’autrice a analysé à nouveau son étude de cas et a constaté qu’il y a une contradiction entre le patriarcat et le capitalisme incarné dans l’industrie télévisuelle et les marchés dérivés. Le marché des audiences supposait que les hommes contrôlaient à la fois les revenus et les dépenses, d’où le fait que ce soit son audience préférée. Cependant, ce marché ne prenait pas en compte les hypothèses patriarcales similaires indiquant que ce sont les femmes qui gèrent les dépenses car elles font les courses. Mais l’autrice insiste sur le fait que les femmes se sont vu attribuer une part considérable des achats du ménage et en plus, elles ont cherché et obtenu un travail rémunéré. Les femmes, quel que soit leur niveau de qualification, exerçaient des métiers qui n’offraient pas un salaire égal à celui des hommes : caissières, secrétaire, téléphoniste, infirmière, enseignante, etc. Dans les années 1980, on aurait pu croire que comme les femmes gagnaient déjà un salaire plus équitable, le marché de l’audience les considèrerait également comme audience favorite, mais elles sont restées une audience de niche.
L’autrice en conclut que ceci n’a pas de sens d’un point de vue économique. La logique aurait été de pousser les annonceurs à choisir leur public cible indépendamment de leur sexe, statut social, ethnie, âge, orientation sexuelle, etc. La surévaluation d’un public masculin reflète le sexisme du patriarcat autant que la surévaluation d’un public de classe sociale élevée reflète l’importance qu’accorde le capitalisme aux classes sociales. Si les marchés favorisaient la libération des femmes, les intérêts du capitalisme seraient moindres, car ce système profite des disparités de revenus et des relations sociales oppressives. De ce point de vue, l’industrie de la télévision aux États-Unis est structurée de manière à discriminer toute personne n'appartenant pas à l'audience de base des hommes blancs, de 18 à 34 ans, hétérosexuels, anglophones et de classe sociale élevée.

### Littératies connexes

#### Littératies informationnelles et numériques
Les littératies informationnelles et numériques ont notamment été traitées par Tibor Koltay dans son article sur les médias et les littératies ainsi que par David Bawden. Le concept de littératie numérique a été également travaillé par David Buckingham, qui s'est intéressé aux défis que pose la littératie médiatique à l'ère numérique.
Pour la littératie informationnelle, ou littératie de l’information, David Bawden explique qu'elle a été introduite dès 1974 par Zurkowski, président de la "US Information Industries Association" pour parler spécifiquement des personnes travaillant dans le secteur privé qui utilisent de manière efficace l'information. Cette littératie est donc pour Zurkowski le fait de « pouvoir localiser et utiliser l’information nécessaire à la résolution d’un problème et à la prise de décision efficace ». De nombreux chercheurs vont ensuite apporter des nuances à cette première définition. Doyle donne par exemple une nouvelle définition de cette littératie 25 ans plus tard. Selon lui, elle concerne « l’aptitude à accéder, évaluer et gérer l’information d’une variété de sources ».
Tibor Koltay assure pour sa part que la définition donnée par L'"American Library Association Presidential Commission on Information Literacy" en 1989 est la plus répandue. Celle-ci définit les personnes littérées de l'information comme des gens « capables de reconnaître quand l'information est nécessaire. Ils sont également capables d'identifier, de localiser, d'évaluer et d'utiliser l'information pour résoudre un problème particulier ».
Pour Eshet-Alkalai, cette littératie se réfère « aux compétences cognitives que les personnes utilisent dans le but de déterminer la valeur de l’information d’une manière éducative et efficace ».
De manière générale, les compétences requises pour la littératie informationnelle sont les suivantes :
- Être capable de se connecter au monde de l'information ;
- Évaluer, interpréter, manipuler et organiser l’information sous ses différentes formes ;
- Être critique par rapport à l'information ;
- Évaluer la source de l’information[40].

La littératie numérique est un concept introduit par l'américain Paul Gilster, spécialiste de l'apprentissage de la navigation sur le web, en 1997. Tibor Koltay livre dans son article Media and the literacies les diverses définitions développées par les chercheurs en éducation aux médias et en littératie médiatique.
En 1997, Gilster explique que cette littératie consiste en une capacité « à comprendre et à utiliser l'information issue d'une variété de sources numériques ». Les compétences qu’elle développe sont entre autres la recherche sur Internet, la navigation hypertexte, l'assemblage des connaissances et l’évaluation du contenu.
Gutierrez Martin la définit comme « la prise de conscience, l'attitude et la capacité des individus à utiliser correctement les outils et installations numériques pour identifier, accéder, gérer, intégrer, évaluer, analyser et synthétiser les ressources numériques, construire de nouvelles connaissances, créer des expressions médiatiques et communiquer avec d'autres, dans le contexte de situations de vie spécifiques, afin de permettre une action sociale constructive; et réfléchir sur ce processus ».
David Bawden de son côté, pour expliquer la différence entre littératie digitale et littératie imprimée, reprend l'américain Richard Lanham qui explique que dans la littératie digitale, la même source numérique peut offrir du son et de l'image en plus des chiffres et des mots. De plus, le support numérique peut s'adapter en fonction du public et du type d'information diffusé, ce que la littératie imprimée ne permet pas.
David Buckingham précise dans une de ses publications que la littératie numérique a pour objectif principal l'inclusion de tout citoyen au sein de la société de l'information. Il s'agit d'assurer que tout le monde puisse disposer des moyens et compétences nécessaires pour utiliser les technologies au quotidien et de manière efficace. La littératie numérique est ici considérée comme un prérequis nécessaire à l'épanouissement personnel au sein d'une communauté.
Cette politique, menée par divers organismes comme l'OFCOM en Angleterre, vise à promouvoir l'égalité des chances, en donnant l'opportunité aux plus défavorisés de se démarquer et d'évoluer au même rythme que les classes dominantes. Malgré la vague d'enthousiasme générée par la démocratisation des médias et des technologies, le pouvoir n'a jamais véritablement quitté les mains des élites. Quant à la littératie numérique, elle ne touche principalement que les usual suspects, ceux qui sont déjà privilégiés dans d'autres domaines, tant en matière de capital économique qu'éducationnel. Paradoxalement, le risque pour la technologie de ne pas tenir ses promesses en ne faisant finalement qu'accentuer les inégalités existe donc bel et bien.

#### Littératie photovisuelle
Il s’agit d’une littératie qui a pour but d’aider les utilisateurs à lire intuitivement et librement et à comprendre les instructions et les messages représentés visuellement. Par exemple, elle aide à comprendre les symboles et pictogrammes que l'on peut rencontrer dans la vie quotidienne.

#### Reproduction literacy
Cette littératie s'est développée au fur et à mesure du développement des ordinateurs et des programmes d'édition de texte numériques. En effet, ces développements amènent autant les chercheurs que les artistes à créer un travail scientifique ou artistique original. Pour atteindre une telle prouesse, il faut donc requérir une littératie particulière, la reproduction literacy. Cette littératie représente donc la capacité à produire un travail et une interprétation significative. Cette production doit être authentique et créative en intégrant des éléments d’information indépendants existants.

#### Littératie socio-émotionnelle
L'expansion d'internet et de la communication numérique peut causer divers problèmes: virus, arnaques, etc. La littératie socio-émotionnelle se concentre sur les aspects sociologiques et émotionnels du travail au sein du cyberespace, peut aider à résoudre ces problèmes. Selon Eshet-Alkalai, il s’agit de la littératie la plus complexe à assimiler car l’utilisateur doit faire preuve de sens critique, d'analyse et d’une grande maturité. Il doit également posséder beaucoup de compétences en littératie informationnelle. En réussissant à éviter les « pièges » de la communication digitale, cette littératie socio-émotionnelle permet donc à l’individu de survivre à l’ère numérique.

#### Ludolittératie et «littératie du gaming»
Le terme « ludo » vient du latin ludos qui signifie jeu. La ludo-littératie est donc l’apprentissage de règles et conventions inhérentes au jeu. Daniel Aranda développe cette littératie dans le cadre du jeu et plus particulièrement du jeu vidéo. Selon lui, l’environnement virtuel des jeux vidéo force les utilisateurs à apprendre et s’adapter aux règles du jeu et à en créer. Le cadre défini par les jeux vidéo est un terrain sécuritaire pour l’apprentissage culturel et la sociabilité.
Avec l’apparition des nouvelles technologies et des réseaux sociaux, une nouvelle segmentation de la population s’est dessinée : les digital natives. Daniel Aranda défini la génération Z comme la génération ayant la capacité à s’adapter et à s’approprier les Nouvelles Technologie de l’Information et de la Communication. Cette appropriation se fait par l’apport de codes propres à ces digital natives. Ils y développent leur propre culture et gèrent leurs relations sociales depuis un territoire défini par leurs soins comme leur chambre. Cette manière d’appréhender la sociabilisation est définie par Aranda comme la Bedroom culture. Cette création de culture propre par le jeu était déjà définie dans l’ouvrage Homo Ludens. On retrouve avec les jeux vidéo cette même propension à la création de culture propre via l’appropriation.
La « littératie du gaming » désigne l’appréhension et l’intégration par le joueur des règles du jeu, les objectifs et les symboles mobilisés dans le jeu et se poursuit avec les aptitudes développées par le participant. Le joueur est considéré comme « littéré » dans le jeu après avoir développé et s’être approprié des compétences et des connaissances en vue d’atteindre les objectifs du jeu tout en respectant les règles. Il est alors capable d’identifier les différents outils présents dans le jeu et leur signification. Ces différents outils doivent être pris pour un ensemble car ils ne fonctionnent pas indépendamment et sont le texte, des éléments graphiques et visuels, les éléments auditifs, les objectifs, les règles et la conception de scénarios.
Le jeu étant un média interactif, la littératie du gaming entre dans la catégorie de la littératie médiatique et plus précisément dans celle de la ludolittératie.
En ce qui concerne le jeu informatisé, celui-ci permet au joueur d'acquérir diverses habiletés qui favorisent l'acquisition de connaissances. Ces habiletés relèvent du domaine cognitif et sont au nombre de quatre. La première est "l'effet sur l'attention visuelle concernant des phénomènes évoluant en parallèle sur l'écran". La deuxième habileté est le renforcement de la compréhension des représentations iconiques associées à l'utilisation de l'ordinateur. Les jeux informatisés ont également un effet sur la représentation de l'espace, composée de trois habiletés: la perception spatiale, la rotation mentale et la visualisation spatiale. Le dernier effet est la découverte par induction, permise grâce à différents paramètres: l'utilisation du jeu comme un jeu et non comme une consigne à exécuter, la prise en compte des contexte réels d'utilisation ainsi que du temps nécessaire au sujet, et l'identification des stratégies.Le jeu informatisé permet aussi l'élaboration progressive d'une intersubjectivité,car le joueur ramène ce qu'il ne connait pas à ce qu'il connait. Jacques Perriault précise que le renforcement de ces habiletés permet de construire des connaissances procédurales. Pour parvenir à acquérir ces connaissances, le joueur doit pouvoir les transférer dans une autre activité que celle initiale et doit les avoir construites lui-même dans un contexte de socialisation cognitive. Les jeux informatisés permettent l'acquisition de connaissances et, de ce fait, possèdent une plus-value pédagogique
En ce qui concerne la littératie du gaming appliquée aux jeux de plateau, trois espaces peuvent être identifiés : dans le jeu, à la table de jeu et au-delà de la table de jeu. A la table de jeu, le joueur va intégrer toutes les connaissances nécessaires et s'approprier les outils du jeu pour atteindre les objectifs fixés. Dans le jeu, le joueur doit se familiariser avec des règles, objectifs et attentes des autres joueurs. Au-delà de la table de jeu, la littératie du gaming ne s'arrête pas à la fin d'une session de jeu car les joueurs continuent de participer sur les réseaux sociaux, cela permet d'enrichir le jeu. Certains vont même jusqu'à créer des artefacts multimodaux qui vont au-delà du jeu comme des campagnes de financement participatif. D'autres joueurs vont écouter des podcasts ou consulter des blogs.

## Compétences

### Évolution du terme «littératie»
Au départ, être littéré c’est être capable de lire et écrire. Aujourd’hui c’est aussi gérer ses sources, avoir un esprit critique, savoir gérer l'information, etc. Il s'agit d'un ensemble de compétences beaucoup plus large,.
À l’apparition du terme "littératie", (D. Baron note en 1994 une première occurrence du terme dans un dictionnaire d’éducation paru en 1924), être littéré faisait référence à la capacité d’une personne à lire et écrire. En 2004 c’est J-P Jaffré qui montre que le sens du terme a évolué, pour s’étendre à d’autres disciplines (sciences, médecine, informatique, linguistique, ethnologie, etc.). La littératie désigne également un ensemble de compétences qui inclut donc la lecture, l’écriture, mais aussi la compréhension, la capacité à donner du sens à un texte, l’analyser dans un contexte particulier. On peut également considérer comme littératie la capacité à gérer ses sources ou avoir un esprit critique. « De ce point de vue, la littératie se trouve à l'intersection des sciences du langage et de la psychologie en ce qu'elle permet de décrire les relations de dépendance ou d'autonomie entre les caractéristiques d'une écriture et les modalités de son appropriation ». 
Pour David Livingstone, Renee Hobbs et Robert Frost, la littératie médiatique est la capacité à accéder à des textes, les comprendre, les évaluer ou les créer.
L’évolution du sens de littératie évolue également en fonction des technologies mises à disposition pour l’utilisateur de ses capacités ou littératies.

### Accès aux connaissances
L’accès aux connaissances a grandement évolué au cours des siècles. Si depuis l’Antiquité la connaissance se transmet oralement ou par écrit, cette pratique s’est améliorée grâce aux nouvelles technologies. Les médias (journal, radio, télévision) deviennent des vecteurs d’information et donc de connaissance. Aujourd’hui, avec l’omniprésence d’Internet, une masse quasiment infinie de connaissances est disponible. Experts comme initiés peuvent partager leurs savoirs avec le reste du monde, que ce soit sur des sites encadrés par des institutions (le CERN, le CNRS, les instituts scientifiques ou de recherche, les sites universitaires, etc.) ou en collaboration participative. Si nombre de ces ressources sont protégées ou payantes, il existe également des savoirs mis à la disposition de tous, appelés les Open Sources. « L’avènement de l’ère numérique, notamment, ainsi que le développement exponentiel du cyberespace constituent les deux facteurs fondamentaux de la multiplication toujours plus grande des messages, donc des unités de sens que ceux-ci véhiculent, et ce, grâce à des supports médiatiques de plus en plus polymorphes, effervescents et, surtout, nombreux ».

### Mesures, indicateurs et évaluation
```
En 2009, l’EAVI (European Association for Viewers’ Interests) a voulu créer des variables, à travers un rapport
[
60
]
, pour mesurer les indicateurs en médias et informations, dans une perspective holistique.
```

Un indicateur est un instrument qui fournit des informations sur l'état et la progression d'une situation, d'un processus ou d'une condition spécifique. Il permet des connaissances simples, directes et accessibles sur des phénomènes spécifiques. Il peut être simple ou complexe, selon qu'il s'agit d'un ensemble de données spécifiques et précises ou du résultat d'un certain nombre d'indicateurs simples rassemblés.
En 2010, Susan Moeller, Ammu Joseph, Jesús Lau et Toni Carbo ont tenté de trouver à leur tour des variables et indicateurs pertinents pour la littératie médiatique, à travers un rapport de l’UNESCO. Ils partaient du principe que si l’efficacité de l’outil se vérifie sur un continent, alors il le sera également pour le monde entier.
Ils ont articulé leur étude à travers ces trois points :
- accéder ;
- évaluer / comprendre ;
- utiliser les médias et l'information dans une variété de contextes.

C’est par une mise en pratique de cet outil par les experts du milieu que l’on est capable de mesurer correctement les niveaux d'éducation aux médias. La littératie médiatique est donc entrée dans les programmes, faisant partie des enjeux nationaux, avec une fraction des budgets dédiée à la discipline. Selon l’UNESCO, il était important d’établir des indicateurs en littératie médiatique, afin d’augmenter l’investissement des décideurs politiques et d’autres acteurs influents. Les chercheurs ont établi leur rapport à travers ces points : créer, appliquer, le financement, les contraintes de coût et de temps.
L’UNESCO a considéré que la qualité des indicateurs potentiels en littératie médiatique doit être évaluée en fonction de leur validité, de leur fiabilité et de leurs coûts. Les chercheurs se sont reposés sur une multitude de facteurs, afin d’établir, de manière pertinente, la notion de qualité des indicateurs : pertinence, rapidité, précision, fréquence, rapport coût-efficacité, validité, fiabilité, cohérence, économie, indépendance, transparence et comparabilité.
La volonté de mettre en place des indicateurs utilisables à travers le monde entier a rapidement confronté les chercheurs à des problèmes de pertinence, selon la population et sa culture. Ces indicateurs se sont révélés complexes dans leur utilisation selon la population visée et c'est un défi de les utiliser dans des analyses complètes. Parmi ces difficultés, les chercheurs ont mis en avant les différences de culture, d’habitudes en société, de niveau de vie, ou encore, plus simplement, d’âge. Les différences linguistiquees ont aussi représenté un obstacle pour l’utilisation universelle des indicateurs établis. Au sein d’un même territoire peuvent exister plusieurs langues, communautés avec leur culture et leurs habitudes, mais aussi des contextes économiques, sociaux, culturels et religieux très différents.
Cela a engendré un problème plus important : celui des coûts. Il est financièrement impossible de réaliser une étude pour mettre en place des indicateurs adaptés à chaque population et chaque communauté de chaque pays du monde, considéré que l’évolution des modes de vie et de la technologie demandent aussi une mise à jour très fréquente de ces indicateurs.
Les chercheurs ont alors revu leur manière d’élaboration des indicateurs en littératie médiatique, en les répartissant en deux niveaux:
1. Les initiatives d’éducation aux médias dans la société: ensemble de variables macrostatistiques qui mesurent l'activité de littératie médiatique, selon le cycle de l'information, au niveau national. Les indicateurs jaugent la disponibilité des institutions qui nourrissent et promeuvent l’éducation aux médias dans la société, parmi les décideurs, dans l'éducation et sur les lieux de travail. Ils sont regroupés en 2 catégories: les facteurs facilitant l'accès aux médias et à l'information et la disponibilité des médias et de l'information.
2. Le système d’éducation formel: comprend un groupe de variables mesurant les compétences individuelles en littératie médiatique. Les variables de ce deuxième niveau concernent les compétences individuelles relatives aux bibliothécaires, étudiants, enseignants-formateurs, ainsi qu’aux enseignants en formation et en service. Le but de ce second niveau est de faciliter le travail des gouvernements dans leur tâche de mesure et de contrôle de leurs propres progrès face à l’éducation aux médias[61].

## Apprentissage et pédagogie: éducation aux médias

### Apprentissage et pédagogie
La littératie médiatique est enseignée à l’école, dans les activités extra-scolaires et à un plus haut degré d'enseignement.
La mise en place d'outils d’évaluation est impérative pour permettre d’évaluer les résultats des actions d’éducation aux médias.
Dans de nombreux pays, malgré l'existence de littératies médiatiques dans les programmes scolaires pour les enfants, une norme nationale pour les adultes n'a pas encore été formulée. Le manque de normes convenues en matière de littératie médiatique rend l’évaluation des initiatives éducatives et politiques particulièrement difficile. Par contre, les praticiens en sciences de l'information ont travaillé à l'élaboration de standards sur la littératie pour aider à évaluer les niveaux de compétence, généralement pour les adultes. Par exemple, aux États-Unis une série de normes ont été établies. Chaque niveau est associé aux indicateurs de performance et résultats et précise à quelles informations lettrées l’étudiant devrait être capable de :
- Déterminer la nature et l'étendue de l'information nécessaire : niveau 1.
- Accéder aux informations nécessaires de manière efficace et efficiente : niveau 2.
- Évaluer l'information et ses sources de manière critique et intégrer des informations sélectionnées dans sa base de connaissances et système de valeur : niveau 3.
- Utiliser l'information efficacement, individuellement ou collectivement, pour accomplir un but spécifique et comprendre l'économie, les questions juridiques et sociales entourant l'utilisation de l'information et accès et utiliser l'information éthiquement et légalement : niveau 4.

Pour les enfants, il existe des programmes d'éducation aux médias plus élaborés qui spécifient les compétences, la progression à travers les niveaux et les méthodes d'évaluation du programme formel selon les niveaux de réussite et l'âge. Pour les adultes, un tel travail doit encore être entrepris. Une voie à suivre serait de comprendre la science du public, où les méthodes d'enquête sont utilisées pour mesurer les aspects de la compréhension et la connaissance dans le domaine scientifique.
En outre, l'application des niveaux et des normes dans la littératie médiatique des enfants repose sur des modèles psychologiques de développement qui ont été critiqués parce qu'ils ne font pas de distinction entre compétence et performance, ils négligent le rôle du contexte social et familial et ils « sont implicitement normatifs, et impliquent l'imposition de définitions particulières préférées du comportement adulte ».

### Éducation aux médias
L’éducation aux médias, élément clé de l’approche éducative au XXIe siècle, est une démarche formative qui permet aux individus d’acquérir une vision critique des médias et de comprendre la nature, les techniques de production et l’influence des produits et messages qu’ils diffusent sur des plateformes médiatiques, afin d’apprendre aux citoyens à être des spectateurs actifs, des explorateurs autonomes et des acteurs de la communication médiatique. Elle permet aussi aux individus de développer leurs compétences en littératie médiatique, par exemple décoder, analyser, synthétiser et évaluer les médias, mais aussi créer du contenu médiatique, grâce à des techniques de pensée critique, de communication créative et de compétences informatiques et audiovisuelles. L’éducation aux médias s’inspire des aspects positifs, créatifs et conviviaux de la culture populaire, en intégrant des productions médiatiques et une pensée critique, pour permettre aux individus de mieux naviguer dans un environnement de plus en plus complexe, qui inclut non seulement les médias traditionnels ou informatiques, mais aussi les produits issus de la culture populaire (jouets, modes, centres commerciaux, parcs...)
Historiquement, l’éducation aux médias s’est développée en centrant sa réflexion sur les objets médiatiques à enseigner et sur les méthodes pédagogiques adaptées à ce projet. L’éducation aux médias a émergé d’initiatives élaborées par des éducateurs et enseignants engagés dans des processus éducatifs dont l'objectif de base n'était pas de développer chez les jeunes des compétences médiatiques. L'introduction de nouveaux médias (planches illustrées, revues, diapositives, photos, caméras, enregistreurs, radios, télévisions, cassettes vidéo) a été l’élément déclencheur de ces initiatives. Le but n'était pas de prendre ces médias pour objets d'étude, mais de les utiliser pour enseigner ou animer des rencontres et des échanges (Jacquinot, 1985).

### Lien entre littératie médiatique et éducation aux médias
La littératie médiatique et l'éducation aux médias sont deux notions différentes. La littératie médiatique permet de mettre un nom sur l’objectif visé par l’éducation aux médias. C'est un objectif sociétal bien défini : celui de favoriser le développement de la littératie médiatique, ensemble de compétences caractérisant l’individu capable d’évoluer de façon critique et créative, autonome et socialisée dans l’environnement médiatique contemporain.

## Évolution

### Enjeux d'avenir
Depuis le début du millénaire et l'avènement des technologies numériques, la littératie médiatique est en perpétuelle mutation. Cependant, cette période de transition va bien au-delà de la simple considération technique puisqu'elle concerne également des questions d'identité et de société.
La littératie, au sens large, doit être envisagée dans un contexte marqué par les profonds changements économiques, sociaux, politiques et culturels caractéristiques de l'époque actuelle.
En effet, la révolution technologique est à mettre en lien avec la globalisation de l'économie mondiale, qui entraîne une forte compétitivité entre les différents pays. La littératie médiatique peut donc être vue comme une stratégie néo-libérale : dans une économie de marché dérégulée, les gens doivent être responsables de leurs propres comportements en tant que consommateurs. Côté professionnel, cela signifie aussi que les citoyens doivent continuellement se mettre à jour au niveau de leurs compétences et faire preuve d'une grande lucidité vis-à-vis de leur perception du monde, tant sociale qu'économique.
Dans cet environnement particulier, l'éducation continue de jouer un rôle primordial et ne doit pas se limiter à la scolarisation : les travailleurs de demain seront polyvalents, mobiles et s'adapteront plus facilement.
De leur côté, les enseignants changent progressivement leur conception de l'apprentissage : il s'agit moins d'inculquer des savoirs très factuels que d'enseigner aux apprenants à être autodidactes dans leur apprentissage. Dans beaucoup de pays, on observe déjà un glissement des modalités d'évaluation traditionnelles vers des modalités plus modernes. De manière générale, la littératie s'est trouvée partiellement intégrée dans les programmes scolaires, présentée comme une discipline transversale dans une très large gamme de pratiques. Il faudra veiller toutefois à se montrer vigilant, et savoir distinguer l'éducation aux médias et l'éducation par les médias.
Tous ces changements observables au niveau européen ont placé la littératie médiatique à l'agenda politique des prochaines décennies. Il s'agit de :
- Apprendre à manipuler les nouvelles technologies ;
- Encourager l'appréciation de l'héritage audiovisuel européen ;
- Protéger les enfants contre le contenu dangereux, et développer leur conscience des risques en ligne ;
- Promouvoir l'inclusion des populations les plus défavorisées ;
- Promouvoir l'indépendance des services publics médiatiques ;
- Encourager les gens à résister aux stratégies marketing et commerciales ;
- Encourager la citoyenneté et la participation à la vie active au sein de la société civile ;
- Promouvoir la créativité et l'expression artistique par l'utilisation des nouveaux médias ;
- Promouvoir l'égalité d'opportunités, la tolérance et la diversité ;
- Encourager le développement d'une industrie globale du contenu médiatique à l'échelle européenne ;
- Aider les gens à mieux comprendre l'économie en tant que consommateurs de médias ;
- Coacher les travailleurs face aux technologies émergentes.